# 哈德日傑爾河
哈德日傑爾河（烏克蘭語：Хаджидер），是東歐的河流，流經摩爾多瓦和烏克蘭，發源自斯特凡大公以東，河道全長94公里，流域面積894平方公里，支流有卡普蘭河。